# Wim van Heel
Willem „Wim” van Heel (ur. 27 września 1922 w Hadze, zm. 3 października 1972 w Middelburgu) — były holenderski hokeista na trawie.
Pierwszymi igrzyskami olimpijskimi dla Van Heela były te organizowane w 1948 roku w Londynie. Wraz z holenderską reprezentacją wywalczył na nich brązowy medal.
W igrzyskach wziął udział po raz kolejny w 1952 roku w Helsinkach, występując we wszystkich trzech meczach. Reprezentacja Holandii zdobyła srebrny medal.